# 선비로 (김제 전주)
선비로(Seonbi-ro)는 전북특별자치도 김제시 금산면 구월리 시계와 전주시 완산구 용복동 쑥고개를 잇는 전북특별자치도의 도로이다. 전 구간 국도 제1호선과 국도 제21호선에 속한다.

## 역사
- 1993년 5월 6일 : 금산우회도로(김제군 금산면 구월리 ~ 성계리) 2.1km 구간 개통[1]
- 2008년 8월 14일 : 정읍시 옹동면 용호리 ~ 김제시 금구면 용복리 10.16km 구간 확장 개통, 기존 10.2km 구간 폐지[2]
- 2009년 7월 10일 : 2개 이상 시·군에 걸쳐 있는 도로로 선비로를 고시[3]

## 주요 경유지
전북특별자치도
- 김제시 (금산면 - 금구면) - 완주군 이서면 - 전주시 완산구

## 노선
전 구간 국도 제1호선과 국도 제21호선에 속하므로 이 두 노선에 대한 별도 표기는 생략한다.
| 이름                 | 접속 노선                                               | 소재지          | 소재지          | 비고               |
| 정읍대로와 직결      | 정읍대로와 직결                                         | 정읍대로와 직결 | 정읍대로와 직결 | 정읍대로와 직결    |
| -------------------- | ------------------------------------------------------- | --------------- | --------------- | ------------------ |
| 원평 교차로          | 지방도 제714호선 지방도 제736호선 (봉황로)              | 김제시          | 금산면          |                    |
| 신원평교 효암육교    |                                                         | 김제시          | 금산면          |                    |
| 낙수 교차로 (성암교) | 지방도 제712호선 (봉남로) (원평로) 금평로 구성길 낙수길 | 김제시          | 금산면          |                    |
| 성암육교 낙수교      |                                                         | 김제시          | 금산면          |                    |
| 봉은 교차로          | 구성길 봉은길                                           | 김제시          | 금산면          |                    |
| 용복 교차로          | 양시로                                                  | 김제시          | 금구면          |                    |
| 금구사거리           | 대송로 봉두4길                                          | 김제시          | 금구면          | 김제 나들목과 연결 |
| 금구 나들목          | 지방도 제714호선 (풍요로)                               | 김제시          | 금구면          | 김제 나들목과 연결 |
| 월전삼거리           | 봉두로                                                  | 김제시          | 금구면          |                    |
| 율암교 대화교        |                                                         | 김제시          | 금구면          |                    |
| 대야삼거리           | 지방도 제713호선 (이서남로)                             | 김제시          | 금구면          |                    |
| 쑥고개               |                                                         | 김제시          | 금구면          |                    |
| 전주시               | 완산구                                                  |                 |                 |                    |
| 쑥고개로와 직결      |                                                         |                 |                 |                    |

## 주요 건물 및 시설
- 금구중학교 (폐교, 전북특별자치도 김제시 금구면 선비로 875)